# Walter Fleming
Walter Alejandro Fleming Sánchez (Lima, 31 de mayo de 1949-Ib., 5 de junio de 2020) fue un baloncestista peruano.

## Biografía
Walter Alejandro Fleming, nacido en Lima, hizo sus estudios escolares en el Colegio Salesianos de Breña.
Con 1,98 m de altura, jugó al baloncesto durante veinte años, en el puesto de ala-pívot. Participó con la selección nacional de Perú en torneos internacionales y Sudamericanos, incluido el Campeonato Mundial de Baloncesto de 1967. En 1993 su equipo se alzó con la victoria en el Mundial celebrado en Las Vegas (Estados Unidos). Jugó en el  VIII Campeonato Mundial de Maxibásquet de Nueva Zelanda en 2005.
Fue administrador de empresas y desempeñó la labor de funcionario en la Municipalidad de San Isidro.[cita requerida]
Falleció el 5 de junio de 2020.

## Selección nacional
Ha sido internacional con la Selección de baloncesto de Perú.

### Participaciones en Campeonatos del Mundo
| Mundial                                  | Sede    | Resultado | Partidos | Puntos |
| ---------------------------------------- | ------- | --------- | -------- | ------ |
| Campeonato Mundial de Baloncesto de 1967 | Uruguay | 10.º      |          |        |

### Participaciones en Campeonatos Sudamericanos
| Copa                                          | Sede               | Resultado     | Partidos | Puntos |
| --------------------------------------------- | ------------------ | ------------- | -------- | ------ |
| Campeonato Sudamericano de Baloncesto de 1973 | Medellín, Colombia | Tercer puesto |          |        |

## Estadísticas

### Clubes
| Club           | País | Año |
| -------------- | ---- | --- |
| Social Lince   | Perú |     |
| Defensor Lima  | Perú |     |
| Alianza Lima   | Perú |     |
| Grumete Medina | Perú |     |